# 梅壺の大将
『梅壺の大将』（うめつぼのたいしょう）は、平安時代に成立したと見られる日本の物語。現存する写本は無く、逸書となっている。
清少納言が『枕草子』の「物語は」の段（日本古典文学大系第212段）において『住吉物語』（現存する写本は鎌倉時代以降の改作と見られる）や『うつほ物語』と共に本作の名を挙げていることから存在が知られている。ただし、『風葉和歌集』には本作からの採録は見られず、また『無名草子』の書評でも取り上げられていないことから知られているのは表題のみであり、作者や筋書きなどについては完全に不詳である。「梅壺」は御所の後宮・七殿五舎の一つである凝花舎の別名である。
表題は『枕草子』の写本4系統のうち三巻本と前田本に基づくが、能因本では「梅壺の少将」とされており、堺本には本作の表題は見えない。